# Kaapverdië op de Olympische Zomerspelen 2020
Kaapverdië nam deel aan de Olympische Zomerspelen 2020 in Tokio, Japan.

## Aantal atleten
| Sport      | Mannen | Vrouwen | Totaal |
| ---------- | ------ | ------- | ------ |
| Atletiek   | 1      | 0       | 1      |
| Boksen     | 1      | 0       | 1      |
| Gymnastiek | 0      | 1       | 1      |
| Judo       | 0      | 1       | 1      |
| Zwemmen    | 1      | 1       | 2      |
| totaal     | 3      | 3       | 6      |

## Deelnemers en resultaten

### Atletiek
Mannen
Loopnummers
| atleet         | onderdeel    | series | series | kwartfinale | kwartfinale | halve finale   | halve finale   | finale         | finale         |
| atleet         | onderdeel    | tijd   | rang   | tijd        | rang        | tijd           | rang           | tijd           | rang           |
| -------------- | ------------ | ------ | ------ | ----------- | ----------- | -------------- | -------------- | -------------- | -------------- |
| Jordin Andrade | 400 m horden | 50,64  | 7      | n.v.t.      | n.v.t.      | niet geplaatst | niet geplaatst | niet geplaatst | niet geplaatst |

### Boksen
Mannen
| atleet                      | onderdeel    | eerste ronde         | tweede ronde         | kwartfinale          | halve finale         | finale               | finale         |
| atleet                      | onderdeel    | tegenstander uitslag | tegenstander uitslag | tegenstander uitslag | tegenstander uitslag | tegenstander uitslag | rang           |
| --------------------------- | ------------ | -------------------- | -------------------- | -------------------- | -------------------- | -------------------- | -------------- |
| Daniel David Varela de Pina | vlieggewicht | bye                  | Zoirov V 0-5         | niet geplaatst       | niet geplaatst       | niet geplaatst       | niet geplaatst |

### Gymnastiek

#### Ritmisch
| atlete       | onderdeel   | kwalificatie | kwalificatie | kwalificatie | kwalificatie | kwalificatie | kwalificatie | finale         | finale         | finale         | finale         | finale         | finale         |
| atlete       | onderdeel   | hoepel       | bal          | knotsen      | lint         | totaal       | rang         | hoepel         | bal            | knotsen        | lint           | totaal         | rang           |
| ------------ | ----------- | ------------ | ------------ | ------------ | ------------ | ------------ | ------------ | -------------- | -------------- | -------------- | -------------- | -------------- | -------------- |
| Márcia Lopes | individueel | 7,550        | 13,200       | 12,550       | 9,550        | 42,850       | 26           | niet geplaatst | niet geplaatst | niet geplaatst | niet geplaatst | niet geplaatst | niet geplaatst |

### Judo
Vrouwen
| atlete           | onderdeel | eerste ronde         | tweede ronde         | derde ronde          | kwartfinale          | halve finale         | herkansing           | finale / BM          | finale / BM    |
| atlete           | onderdeel | tegenstander uitslag | tegenstander uitslag | tegenstander uitslag | tegenstander uitslag | tegenstander uitslag | tegenstander uitslag | tegenstander uitslag | rang           |
| ---------------- | --------- | -------------------- | -------------------- | -------------------- | -------------------- | -------------------- | -------------------- | -------------------- | -------------- |
| Sandrine Billiet | −63 kg    | n.v.t.               | Khojieva W 100-000   | Agbegnenou V 000–010 | niet geplaatst       | niet geplaatst       | niet geplaatst       | niet geplaatst       | niet geplaatst |

### Zwemmen
Mannen
| atlete    | onderdeel       | series | series | halve finale   | halve finale   | finale         | finale         |
| atlete    | onderdeel       | tijd   | rang   | tijd           | rang           | tijd           | rang           |
| --------- | --------------- | ------ | ------ | -------------- | -------------- | -------------- | -------------- |
| Troy Pina | 50 m vrije slag | 25,97  | 58     | niet geplaatst | niet geplaatst | niet geplaatst | niet geplaatst |

Vrouwen
| atlete     | onderdeel        | series  | series | halve finale   | halve finale   | finale         | finale         |
| atlete     | onderdeel        | tijd    | rang   | tijd           | rang           | tijd           | rang           |
| ---------- | ---------------- | ------- | ------ | -------------- | -------------- | -------------- | -------------- |
| Jayla Pina | 100 m schoolslag | 1.16,96 | 40     | niet geplaatst | niet geplaatst | niet geplaatst | niet geplaatst |